# Arne Willmyr
Karl Arne Willmyr, född 9 maj 1917 i Färgaryds socken, Jönköpings län, död 1 oktober 1997 i Svenljunga, var en svensk målare. 
Han var son till byggmästaren Karl Alfred Carlsson och Anna Kristina Andersson. Willmyr var som konstnär autodidakt och bedrev självstudier under resor till Paris, Tyskland, Italien och Jugoslavien. Han var bosatt periodvis i Västergötland, Halland och västra Småland där han hämtade flertalet av motiven för sina landskapsskildringar, han målade även abstrakta kompositioner och figurmålningar. Sporadiskt arbetade han som teckningslärare vid olika skolor och inom kursverksamheten, Bland hans offentliga arbeten märks en väggmålning i hantverksföreningens lokal i Hyltebruk samt väggmålningar i flera privatbostäder. Som illustratör illustrerade han bland annat Inge Kamstedts bok FN-soldat i Kongo 1963.